# Дарндейл

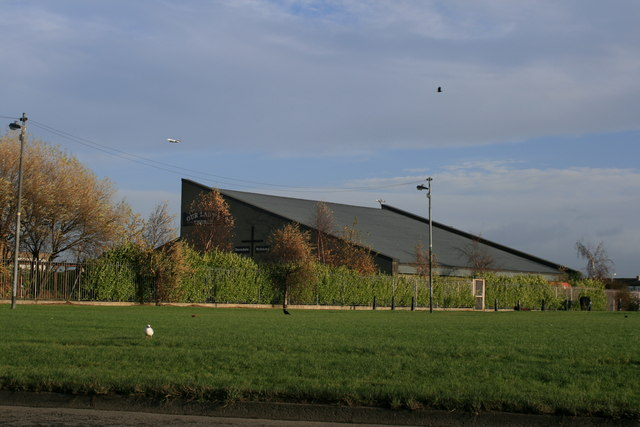

Дарндейл (англ. Darndale; ирл. Darndál) — городской район Дублина в Ирландии, находится в административном графстве Дублин (провинция Ленстер).